# Wladimir Michailowitsch Komarow

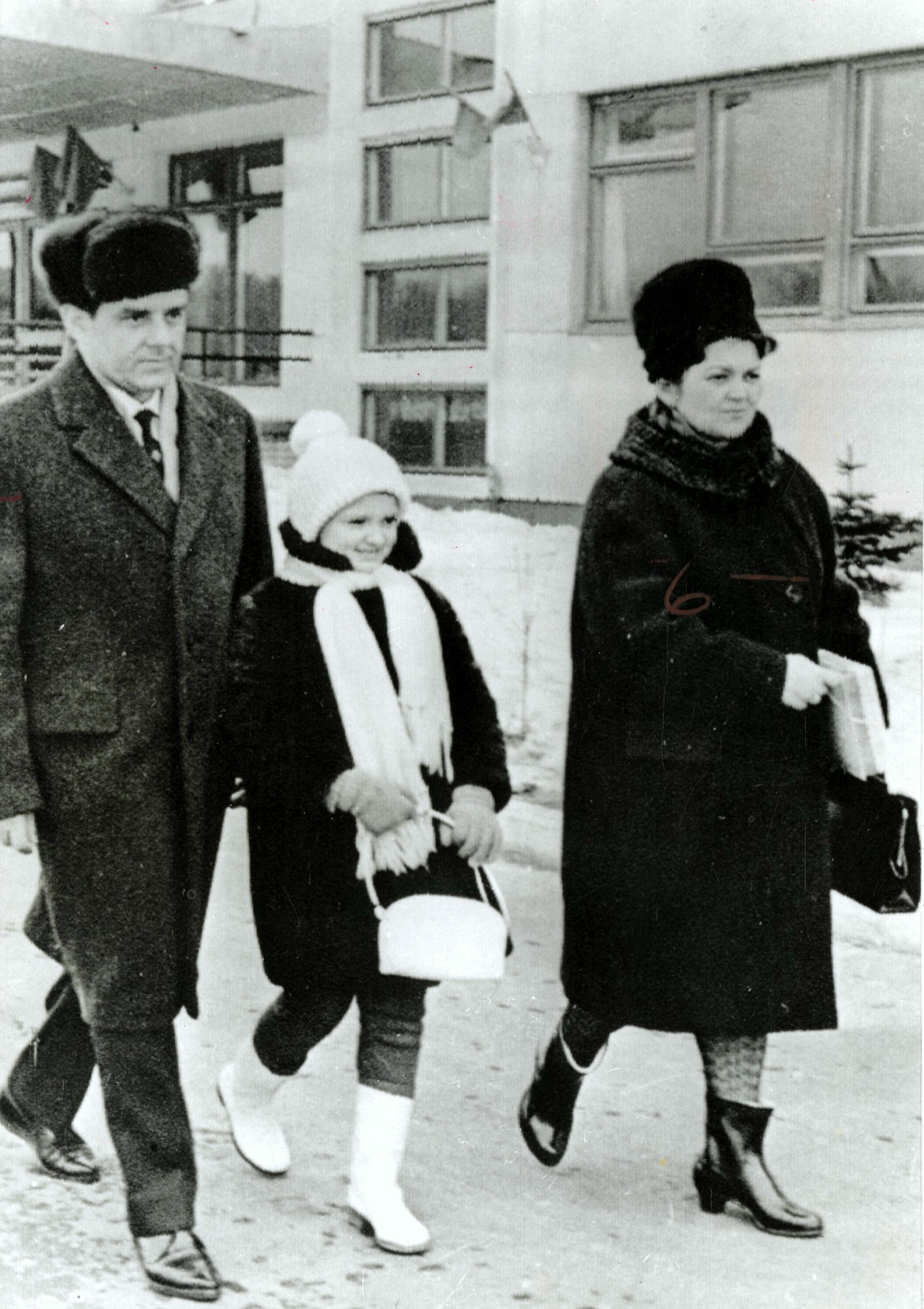
Wladimir Komarow mit Frau Walentina und Tochter Irina (1967)

Wladimir Michailowitsch Komarow (russisch Владимир Михайлович Комаров; * 16. März 1927 in Moskau; † 24. April 1967 in der Oblast Orenburg) war ein sowjetischer Kosmonaut und Ingenieur-Oberst. Er war der erste Mensch, der bei einer Weltraummission starb.

## Leben
Von 1942 bis 1949 besuchte Komarow die Moskauer Spezialschule der Luftstreitkräfte, anschließend die Militärfliegerschule Bataisk. Nachdem er 1959 seine Ausbildung an der Ingenieurakademie der Luftstreitkräfte erfolgreich abgeschlossen hatte, arbeitete er als Testpilot auf dem Militärflugplatz Tschkalowski.
Am 28. April 1960 wurde er in die erste Kosmonautengruppe der Sowjetunion aufgenommen. Mit seinem Ingenieurdiplom und seinen Erfahrungen als Testpilot war er einer der am besten qualifizierten Kosmonautenanwärter. So erreichte er während seiner Zugehörigkeit zum Kosmonautenkorps die Qualifikation als Militärflieger 1. Klasse.
Er war verheiratet mit Walentina Jakowlewna Kisseljowa und hatte mit ihr zwei Kinder.

## Raumflüge
Als Kommandant von Raumschiffen führte er den Rufnamen „Rubin“.

### Woschod 1
Nachdem er 1962 der Ersatzmann für Pawel Popowitsch auf Wostok 4 war, wurde 1964 der Flug mit Woschod 1 zu seiner ersten Mission im All. 

### Sojus 1
Am 23. April 1967 wurde das Raumschiff Sojus 1 (Seriennummer 4) mit Komarow an Bord gestartet. Als Ersatzmann fungierte Juri Gagarin. Ein weiteres Sojus-Raumschiff (Sojus 2A, Seriennummer 5) mit drei Mann Besatzung (Kommandant: Waleri Bykowski sowie Jewgeni Chrunow und Alexei Jelissejew) sollte am Tag danach folgen. Dabei waren eine Kopplung und der Umstieg von Chrunow und Jelissejew vorgesehen. 
Bereits nach Erreichen des Orbits zeigte Sojus 1 jedoch eine Reihe von Fehlfunktionen. Ein Solarausleger öffnete sich nicht, ein Sensor für den sonnensynchronen Modus zur Ausrichtung des Raumschiffs bzw. der Solarpanele arbeitete nicht, die Lageregelung, die Kurzwellenverbindung und die Telemetrieübertragung arbeiteten unzuverlässig bzw. fielen aus. Alle Versuche, die Fehler in den ersten fünf Umläufen zu beheben bzw. zu umgehen, scheiterten und dezimierten die Treibstoffvorräte der Lagekontrolle. Trotz der angespannten Lage verlas Komarow eine Grußbotschaft an das sowjetische Volk. Die Fehler und insbesondere die mangelnde Energieversorgung erwiesen sich bereits ab dem fünften Umlauf als zu schwerwiegend für eine Realisierung des ambitionierten Flugprogramms. Komarow wurde angewiesen, alle nicht notwendigen Geräte außer Betrieb zu nehmen, um Energie zu sparen. Das geplante Rendezvous und die Kopplung mit Sojus 2A waren unmöglich geworden. Daraufhin wurde der Flug von Sojus 2A auf Weisung der Staatlichen Kommission zur Durchführung der bemannten Raumflüge abgesagt und die schnellstmögliche Landung von Sojus 1 angeordnet. Vom sechsten bis zum zwölften Umlauf befand sich Komarow außerhalb der Funkreichweite der Bodenstationen. Ab der 13. Umkreisung, während derer nur die im Fernen Osten gelegenen Bodenstationen mit Komarow Kontakt hatten, wurden verschiedene Szenarien für eine vorzeitige Landung berechnet, ab dem 15. Umlauf die entsprechenden Kommandos vorbereitet. Diese wurden ab dem 16. Umlauf durch Gagarin an Komarow übermittelt. Es ging nur noch darum, Komarow vor dem Erschöpfen der Energiereserven, welches etwa für den 20. oder 21. Umlauf erwartet wurde, zurück zur Erde zu holen. Der erste automatisch gesteuerte Versuch, zu Beginn des 17. Umlaufs zu landen, scheiterte. Die Ausrichtung des Raumschiffes entgegen der Flugrichtung war nicht präzise genug. Es gelang Komarow schließlich, das Raumschiff etwa 1000 km westlich von Papua-Neuguinea manuell auszurichten und somit zum Ende der 18. Erdumkreisung den Landevorgang in den ersten Stunden des 24. April einzuleiten. 
Durch Konstruktions- und Fertigungsfehler verblieb der Hauptfallschirm in seinem Container. Der automatisch in etwa 5000 m Höhe aktivierte Reserveschirm entfaltete sich nicht vollständig. Komarow wurde beim harten Aufschlag der Rückkehrkapsel mit etwa 40 m/s (144 km/h) getötet.

## Auszeichnungen und Ehrungen

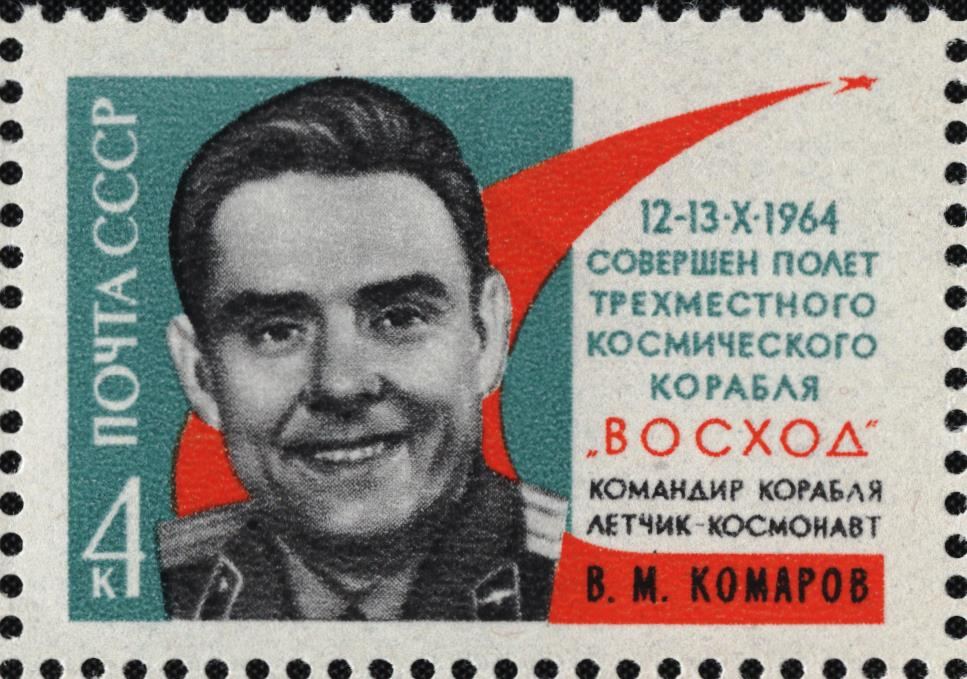
Komarow auf einer sowjetischen Briefmarke (1964)

Komarow erhielt zweimal den Lenin-Orden und zweimal die Auszeichnung Held der Sowjetunion (19. Oktober 1964 und 24. April 1967). Komarows Urne wurde an der Kremlmauer in Moskau beigesetzt. Sein Name ist auf der Metallplatte des Kunstwerks Fallen Astronaut aufgeführt, das auf dem Mond errichtet wurde. Der Asteroid (1836) Komarov, der 1971 entdeckt wurde, sowie ein Krater auf dem Mond erhielten seinen Namen, außerdem das Kommunikationsschiff Kosmonawt Wladimir Komarow. 
Ebenfalls erhielten das Jagdfliegergeschwader 3 der Nationalen Volksarmee der DDR, das in Preschen stationiert war, die Kinder- und Jugendsportschule (KJS) in Cottbus sowie Polytechnische Oberschulen in Wolfen (Kreis Bitterfeld), in Schachtebich (Kreis Heiligenstadt), in Karl-Marx-Stadt (heute Chemnitz), in Hoyerswerda, in Boxberg (Oberlausitz), in Bergen auf Rügen, in Leipzig, in Rostock, in Tribsees, in Magdeburg, in Schwerin, in Neustrelitz, in Saalfeld/Saale, in Schwarzheide, in Stendal, in Weidenhain, in Klütz und in Zwickau-Eckersbach sowie die Erweiterte Oberschule in Elsterwerda den Traditionsnamen „Wladimir Michailowitsch Komarow“. Das Kinder- und Vorschulheim „W. Komarow“ in Lößnitz wurde nach ihm benannt, in Frankfurt (Oder), Fürstenwalde, Leipzig, Schwerin und Zwickau existieren nach Komarow benannte Straßen.